# Mount Magnet Shire
Mount Magnet Shire är en kommun i regionen Mid West i Western Australia i Australien. Kommunen har en yta på 13 692 km², och en folkmängd på 643 personer enligt 2011 års folkräkning. Huvudort är Mount Magnet.